# Zimtsäurechlorid
Zimtsäurechlorid (trans-3-Phenylacrylsäurechlorid) ist eine gelblich-kristalline Chemikalie mit stechendem Geruch, es schmilzt bei 35–37 °C und siedet bei 256–258 °C. Es gehört zu den Aromaten und ist ein ungesättigtes Carbonsäurechlorid mit einer trans-substituierten Kohlenstoff-Kohlenstoff-Doppelbindung in der Seitenkette. Das isomere cis-Zimtsäurechlorid hat nur eine geringe Bedeutung. Die Angaben in diesem Artikel beziehen sich nur auf das trans-Zimtsäurechlorid.

## Darstellung
Zimtsäurechlorid erhält man aus Zimtsäure durch Umsetzung mit Thionylchlorid (SOCl2).